# Cilicaeopsis obesa
Cilicaeopsis obesa är en kräftdjursart som beskrevs av Baker 1926. Cilicaeopsis obesa ingår i släktet Cilicaeopsis och familjen klotkräftor. Inga underarter finns listade i Catalogue of Life.